# Lijst van burgemeesters van Langbroek
Dit is een lijst van burgemeesters van de voormalige Nederlandse gemeente Langbroek die per 1 januari 1996 samen met de gemeente Cothen is opgegaan in de gemeente Wijk bij Duurstede.
| Ambtsperiode | Naam burgemeester                                                                         | Partij of stroming | Bijzonderheden           |
| ------------ | ----------------------------------------------------------------------------------------- | ------------------ | ------------------------ |
| ??           | ??                                                                                        |                    |                          |
| 1822 - 1868  | Hubertus Johannes van Bennekom (1796-1881)                                                |                    |                          |
| 1868 - 1869  | A.M.C. van Bommel                                                                         |                    |                          |
| 1869 - 1874  | H.T. Gregorij                                                                             |                    |                          |
| 1875 - 1907  | Willem Aarnoud van Beeck Calkoen                                                          |                    |                          |
| 1907 - 1945  | Wilhelmus Frederik van Beeck Calkoen                                                      |                    | zoon van zijn voorganger |
| 1945 - 1946  | Constant Theodore Emmo graaf van Lynden van Sandenburg                                    |                    | Waarnemend               |
| 1946 - 1975  | A.J. van Dobben de Bruijn 1973 : Guus (G.A.W.C.) baron van Hemert tot Dingshof (wnd; VVD) | ARP                |                          |
| 1975 - 1989  | Theo (P.Th.) Bunjes                                                                       | CHU / CDA          |                          |
| 1989 - 1990  | Henk Spoelstra                                                                            | PvdA               | Waarnemend               |
| 1990 - 1996  | Hendrik (H.C.) Schriever                                                                  | SGP                | Waarnemend               |